# La Valleta
La Valleta – miejscowość w Hiszpanii, w Katalonii, w prowincji Girona, w comarce Alt Empordà, w gminie Llançà.
Według danych INE z 2005 roku miejscowość zamieszkiwało 13 osób.